# 1er régiment de cuirassiers (France)

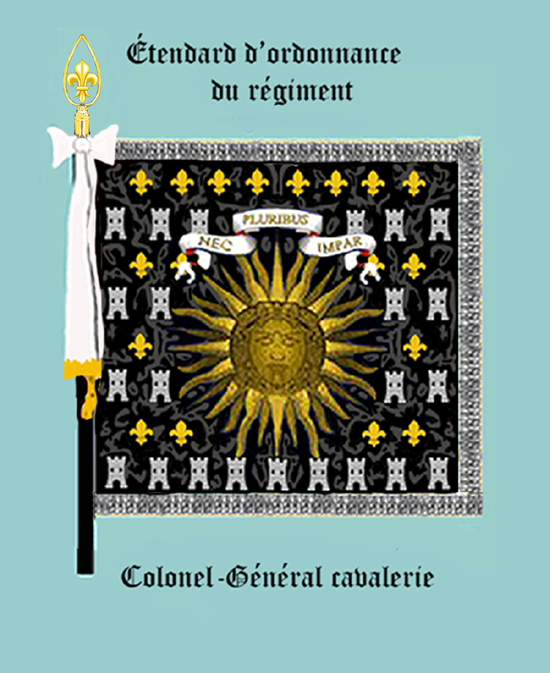
l'étendard du régiment « Colonel Général cavalerie » vers 1750 (avers)

Pour les articles homonymes, voir 1er régiment.
Le 1er régiment de cuirassiers (1er RC) est un régiment de cavalerie de l'Armée de terre française créé sous la Révolution à partir du régiment Colonel-Général cavalerie, un régiment de cavalerie français d'Ancien Régime, sous le nom de 1er régiment de cavalerie avant de prendre sous le Premier Empire sa dénomination actuelle.
Le régiment est fusionné en 1999 dans le 1er-11e régiment de cuirassiers, qui a été renommé 4e régiment de dragons le 27 juillet 2009.

## Création et différentes dénominations
- 24 avril 1657 : formation du Régiment Colonel-Général cavalerie en l'honneur de son propriétaire le maréchal de Turenne qui vient d'être nommé colonel-général de la cavalerie.
- 1791 : prend le nom de 1er régiment de cavalerie.
- 1801 : devient le 1er régiment de cavalerie-cuirassiers.
- 1803 : devient 1er régiment de cuirassiers.
- 1814 : devient Cuirassiers du Roi à la suite de la restauration de la monarchie.
- 1815 : redevient pour les Cent-Jours 1er régiment de cuirassiers.
- 1816 : Prend le nom de Cuirassiers de la Reine à la suite de la seconde Restauration.
- 1830 : redevient 1er régiment de cuirassiers à l'avènement de la monarchie de Juillet.
- 1919 : dissolution
- 1940 : reformation sous le même nom en janvier puis dissolution en août
- 1943 : nouvelle création
- 5 juin 1999 : fusionne avec le 11e régiment de cuirassiers pour former le 1er-11e régiment de cuirassiers. Il y est représenté par le Groupe d'escadrons 1er cuirassiers.
- 2010 : le 1er-11e cuirassiers devient le 4e régiment de dragons.

## Colonels/chef de brigade
(*) devenu par la suite général de brigade. (**) devenu par la suite général de division. (****) devenu par la suite général d'armée.
- 25 juillet 1791 : colonel Stanislas Marie Adélaïde, comte de Clermont-Tonnerre
- 5 février 1792 : colonel Jacques Antoine Deschamps de La Varenne (*)
- 9 mars 1793 : chef de brigade Claude Louis Doncourt
- 1er novembre 1793 : chef de brigade Jean Maillard
- 14 février 1795 : chef de brigade Jaques Severac
- 5 janvier 1797 : chef de brigade Jean Juignet
- 3 décembre 1799 : chef de brigade Pierre Margaron (**)
- 31 août 1803: colonel Marie Adrien François Guiton (*)
- 1er avril 1807 : colonel Sigismond-Frédéric de Berckheim (**)
- 16 juillet 1809 : colonel Antoine-Marguerite Clerc (*)
- 11 mai 1814 : colonel Philippe Christophe de Lamotte-Guéry
- 25 mars 1815 : colonel Michel Ordener (fils)
- 1816 : colonel Albert de Béthune
- 1820 : colonel baron de la Tour-Foissac
- 1825 : colonel de  Philippe Louis comte Sainte-Marie[1]
- 1830 : colonel comte Ordener
- 1831 : colonel Fauvart-Bastoul
- 1839 : colonel Guillaume Stanislas Marey-Monge
- 1841 : colonel de Franquetot de Coigny
- 1843 : colonel Reyau
- 1848 : colonel O'Riordan
- 1851 : colonel Jean Joseph Alexandre Amédée de Cambiaire; (* )
- 1857 : colonel François Charles du Barail(* );
- 1860 : colonel de Blanchaud;
- 1864 : colonel Pelletier;
- 13/08/1865 - 25/08/1870 : colonel Raymond Leforestier de Vendeuvre; (*)
- 1871 : colonel de Renusson d'Hauteville
- 1878 : colonel Thomas de Dancourt
- 1879 : colonel Lenfumé de Lignières
- 1879 : colonel Salvage de Clavières
- 1883 : colonel Dulac
- 1890 : colonel de Cléric
- 1891 : colonel Belbèze
- 1896 : colonel Bougon
- 1900 : colonel Raoul Dupuy
- 25 mars 1909 - 19 janvier 1912 : colonel Ernest Anselin(*)[2]
- 23 janvier 1912 - 8 février 1915 : colonel Henri Alfred Lasson
- 1915 : colonel Gillois
- 11 septembre 1916 - 17 septembre 1916 : colonel Félix Alexis Destremau
- 1917 : colonel Jean de Viry
- 1919 à 1940 : régiment dissous
- 1940 : colonel Henri de Vernejoul
- 1940 : colonel du Chouchet
- d'octobre 1943 a mai 1944 : colonel de Gonfreville
- 1944 : colonel Henri Pernot du Breuil
- 1945 : colonel Léridon
- 1946 : Gardy
- 1948 : Lejeune
- 1950 : Mondain
- 1951 : Balade
- 1953 : de Bourdoncle de Saint-Salvy
- 1955 : Boussion
- 1957 : de Bort
- 1959 : de Froment
- 1961 : Boully
- 1963 : Fantou
- 1964 : Bœuf
- 1966 : Loizillon
- 1968 : de Courtivron
- 1970 : Lecornu
- 1972 : Chaufour(*)
- 1974 : Jean-Melchior de Roquefeuil(*)
- 1976 : Pons
- 1978 : Boquet
- 1980 : Philippe Morillon (****)
- 1982 : Curé(**)
- 1984 : Ivanovsky
- 1986 : Morane(**)
- 1988 : de Vanssay(*)
- 1990 : Bruno T'Kint de Roodenbeke (*)
- 1992 : Flichy(**)
- 1994 : Néron Bancel (*)
- 1996 : Delaunay(*)
- 1998 : Olivier Pougin de La Maisonneuve (**)

(*) devenu par la suite général de brigade. (**) devenu par la suite général de division. (****) devenu par la suite général d'armée.

## Historique des garnisons, combats et bataille

### 1errégimentde cavalerie
Par ordonnance royale en date du 1er janvier 1791 le régiment Colonel-Général cavalerie prend le nom de '1er régiment de cavalerie'.

#### Révolution et Premier Empire
Le 1er régiment de cavalerie a fait les campagnes de 1792, 1793 et 1794 à l’armée du Nord et s'est trouvé aux batailles de Jemmapes, de Tirlemont et Neerwinden.

Campagnes de l’an IV à l’armée de l’Ouest ; ans V et VI à l’armée d’Italie ; ans VII, VIII et IX aux armées d'Italie et de réserve.
Envoyé un instant, en l’an IV, à l’armée de l’Ouest, il est ensuite appelé en l'ans V et VI à l’armée d’Italie et de l'ans VII, VIII et IX aux armées d'Italie et de réserve, et combat avec elles jusqu'à la paix d'Amiens en s'illustrant à Caldiero, à Rivoli, au Tagliamento, à La Trebbia et à Novi.
Rentré en France, il passa le temps de la courte trêve de 1799 à 1800 à Paris et Versailles et
retourna en Italie pour faire la campagne de Marengo.
- 1792 : Combat de La Croix-aux-Bois, Jemmapes, Anderlecht, et de Tirlemont.
- 1793 : Maestricht (février), La Roer, Neerwinden (18 mars), et Maubeuge.
- 1794 : Mouscron, Pont-à-Chin[3], Rousselar, et la Malines.

Campagne d'Italie
- 1796 : Rivoli et Tagliamento.
- 1799 : La Trebbia, la Secchia, Novi, et Genola.
- 1800 : Monzambano.
- 1801 : San-Massiano et prise de Vérone.

### 1errégimentde cuirassiers
Par arrêté du 1er vendémiaire an XII (24 septembre 1803) le 1er régiment de cuirassiers est formé du 1er régiment de cavalerie et reçoit, en outre les 1er et 2e escadrons du 24e régiment de cavalerie qui avait été dissous.

#### Révolution et Premier Empire
Le 1er régiment de cuirassiers part de Landau en l'an XIV pour joindre le corps de réserve de cavalerie de la Grande Armée commandée par Murat puis de 1806, 1807 et 1808 aux 1er et 4e corps de réserve en s'illustrant à Austerlitz, Iéna, Eylau et Friedland.
En 1809 il est aux armées du Rhin et d’Allemagne attaché au 3e corps de cavalerie  avec lequel il combat à Essling et Wagram.
Après une année de repos, à Metz, au corps de réserve de l’armée d'Allemagne, il retourne en 1811 en Allemagne pour faire partie du corps d'observation de l'Elbe et marche en 1812 en Russie et s'illustre à Polotsk, la Moskowa et la Bérézina.
En 1813 et 1814 affecté au 2e corps de cavalerie de la Grande Armée il en garnison à Hambourg et participe aux batailles de Leipzig et de Hanau.
Pendant la première Restauration, le 1er régiment de cuirassiers porte le titre de Cuirassiers du Roi et retrouve sa dénomination initiale au retour de Napoléon de l'île d'Elbe.
En 1815 affecté à la 1re division de réserve de cavalerie, il fait sa quatre-vingt-quinzième et dernière campagne, combat avec furie à Waterloo. Le régiment est composé de 465 hommes dont 43 officiers et 422 hommes de troupes et sont intégrés au IVème Corps de Cavalerie - 13ème Division de Cavalerie - 1ère Brigade.
Il termine obscurément sa glorieuse carrière à Loches, où il est licencié le 24 décembre 1815, comme l'ensemble des unités militaires françaises, comme un simple régiment de marche.
- 1805 :
  - bataille de Wertingen
  - bataille d'Ulm
  - Combat d'Hollabrunn
  - bataille de Raussnitz
  - 2 décembre : Bataille d'Austerlitz
- 1806 : Iéna et bataille de Lübeck, Berlin.
- 1807 :
  - bataille d'Hoff
  - 8 février : Bataille d'Eylau
- 1809 :
  - Bataille d'Eckmühl,
  - prise de Ratisbonne,
  - bataille d'Essling,
  - Bataille de Wagram,
  - Hollabrunn,
  - Bataille de Znaïm.

- 1812 : Campagne de Russie
  - bataille de la Moskova,
  - prise de Moscou
  - bataille de Winkowo.
- 1813 : Campagne d'Allemagne
  - Bataille de Katzbach,

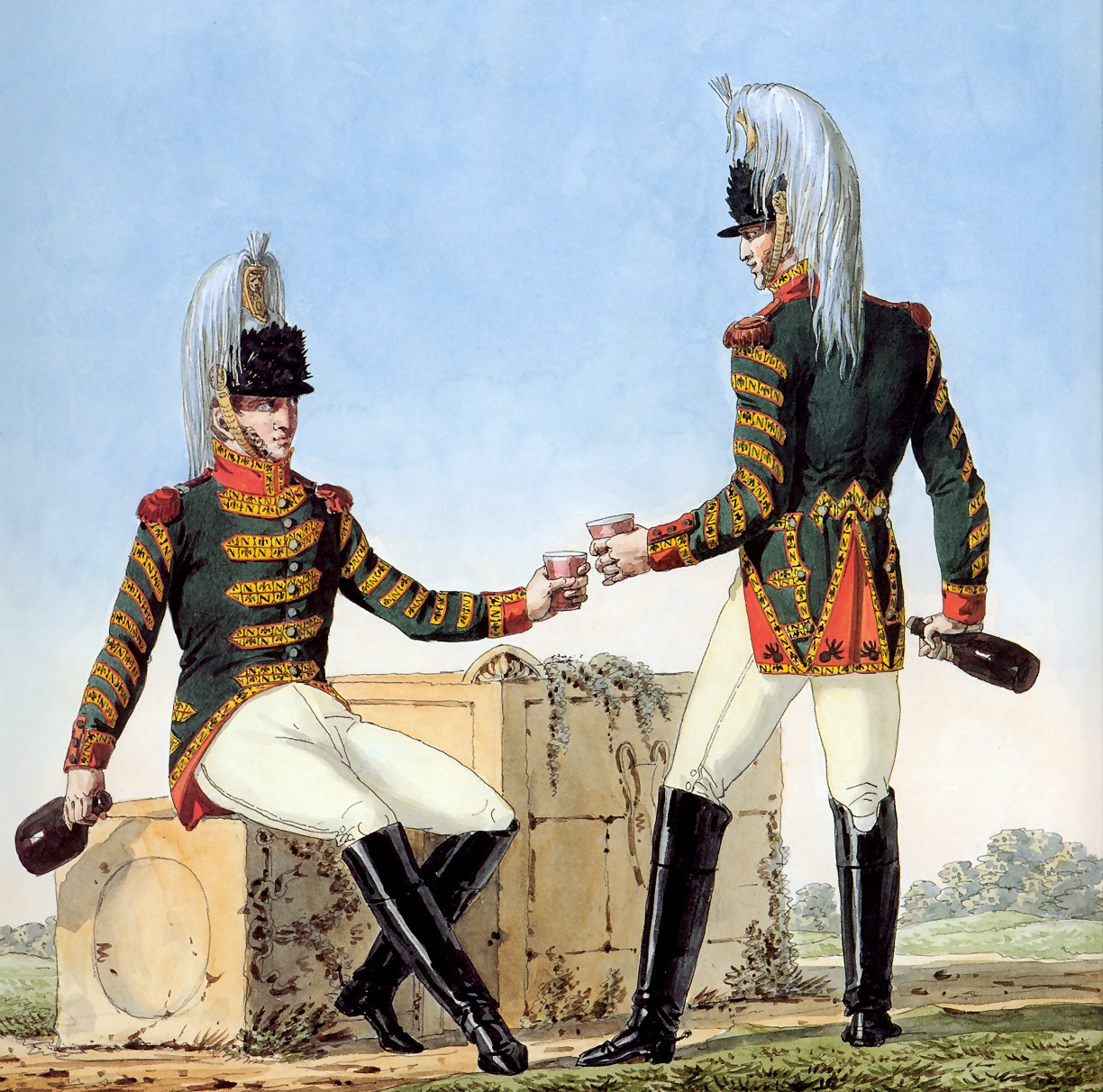
Trompettes du 1er régiment de cuirassiers, illustration de Vernet de la série La grande armée de 1812.

  - 16-19 octobre : Bataille de Leipzig
  - Bataille de Hanau,
  - défense de Hambourg.
- 1814 : Campagne de France (1814)
  - La Chaussée,
  - 14 février 1814 : Bataille de Vauchamps
  - Bar-sur-Aube,
  - Sézanne,
  - Valcourt (Haute-Marne).
- 1815 : Campagne de Belgique (1815)
  - Ligny,
  - Genappe,
  - Waterloo.

Colonels tués ou blessés en commandant le 1er régiment de Cuirassiers.
- chef de brigade Margaron : Blessé le 27 thermidor 1799
- Colonel Clerc : Blessé le 30 octobre 1813 et le 30 mars 1814
- Colonel Ordener : Blessé le 18 juin 1815

Officiers tués ou blessés en servant au 1er régiment de Cuirassier sous l'Empire. (1805-1815) :
- Officiers tués : 50
- Officiers morts des suites de leurs blessures : 4
- Officiers blessés : 86

### Régiment de cuirassiers de la Reine

#### De 1816 à 1831
Par ordonnances royales, des 16 juillet et 30 août 1815, quelques-uns de ses débris sont versés en dans la formation des 2 régiments de cuirassiers de la garde royale et son fond est entré dans la composition du régiment de cuirassiers de la Reine, 4e régiment actuel, qui reçut en même temps le fond du 10e régiment de cuirassiers, ex-Royal-Cravates.
En 1819-1820 le régiment tient garnison à Dijon, en 1823 il est à Toul, en 1824 à Sedan, en 1825 à Nancy, en 1826 à Joigny, en 1827 à Vendôme et à Tours en 1828.
Lors de la révolution de 1830, le régiment est envoyé à Angers pour y maintenir l'ordre, avant de tenir garnison à Vendôme et Meaux en 1830, et Versailles en 1831.

### 1errégiment de cuirassiers
Par ordonnance du Roi, en date du 19 février 1831, le 1er régiment de cuirassiers est formé du simple renommage du régiment de cuirassiers de la Reine, créé en 1815, cette dénomination ayant été supprimée après la révolution de Juillet 1830.

#### De 1832 à 1852
En 1832, alors qu'il est en garnison à Lille, il est envoyé en Belgique dans le cadre de la campagne des Dix-Jours.
Il est ensuite envoyé en garnison à Compiègne, à Nancy de 1833 à 1836 et Paris en 1837.
De 1838 à 1842, il est en poste à Haguenau puis à Vesoul de 1843 à 1848. Lors de la révolution de 1848, le régiment est envoyé à Mantes puis à Paris pour y maintenir l'ordre puis assurer la garde du président Louis-Napoléon Bonaparte avant de partir en casernement à Lille.

#### Second Empire
De 1850 à 1870, le 1er régiment de cuirassiers n'est appelé à aucune bataille. Durant cette période, il est garnison à Lille en 1852, Cambrai en 1854, Lille en 1855, Arras en 1856, Versailles en 1857, Saint-Omer, Saint-Avold, Sarrebourg, Sarreguemines en 1860, Haguenau puis Belfort en 1867,.

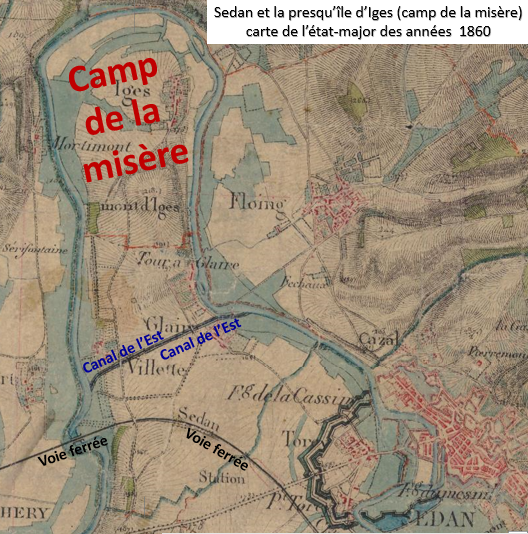
Sedan et le camp de la misère sur carte contemporaine.

En 1869, les quatre escadrons du 1er régiment de cuirassiers se rassemble à Lunéville pour être affecté la brigade Girard 2e division de réserve de cavalerie du IIIe Corps d'Armée du général Bonnemains.
Le 1er août 1870, dans le cadre de la guerre franco-prussienne, le régiment se rassemble à Lunéville et le 6 août il est engagé dans la charge de Reichshoffen ou il perd une soixantaine de cavaliers.
Le régiment se replie d'abord sur Chalons puis sur Sedan où le régiment tente une percée. Fait prisonnier de guerre, le régiment est conduit, comme le reste de l'armée, sur la presqu'île Iges et parqués, pratiquement sans abris et sans vivres, avant d'être envoyé en Allemagne.

#### 1ercuirassiersde marche
La compagnie de dépôt et les éléments échappés sont rassemblés pour former, sous le commandement du colonel de Renusson d'Hauteville le 1er cuirassiers de marche.
Associé au 1er bataillon de chasseurs de marche du colonel Rouher, ils forment la division de cavalerie du général de Longuerue qui est rattachée au 15e Corps d'Armée du général de division Martineau des Chenez, avec lequel il participe à la bataille de Coulmiers

### De 1871 à 1914
En mars et avril 1871, après le traité de Francfort qui met fin à la guerre franco-prussienne les prisonniers de guerre rejoignent le dépôt du régiment à Ancenis.
En 1873 il est rattaché de la 5e division de cavalerie dont l'état-major est à Nancy.
En 1876, le régiment est rattaché à la , puis de la 1re division de cavalerie.
À partir de mai 1881, il est rattaché à la 2e brigade de cuirassiers qui fait partie de la 2e division de cavalerie et prend ses quartiers à Melun puis à Lunéville.
En 1884, le régiment est toujours en garnison à Lunéville avant de rejoindre des casernes à Versailles et Paris.

### Première Guerre mondiale

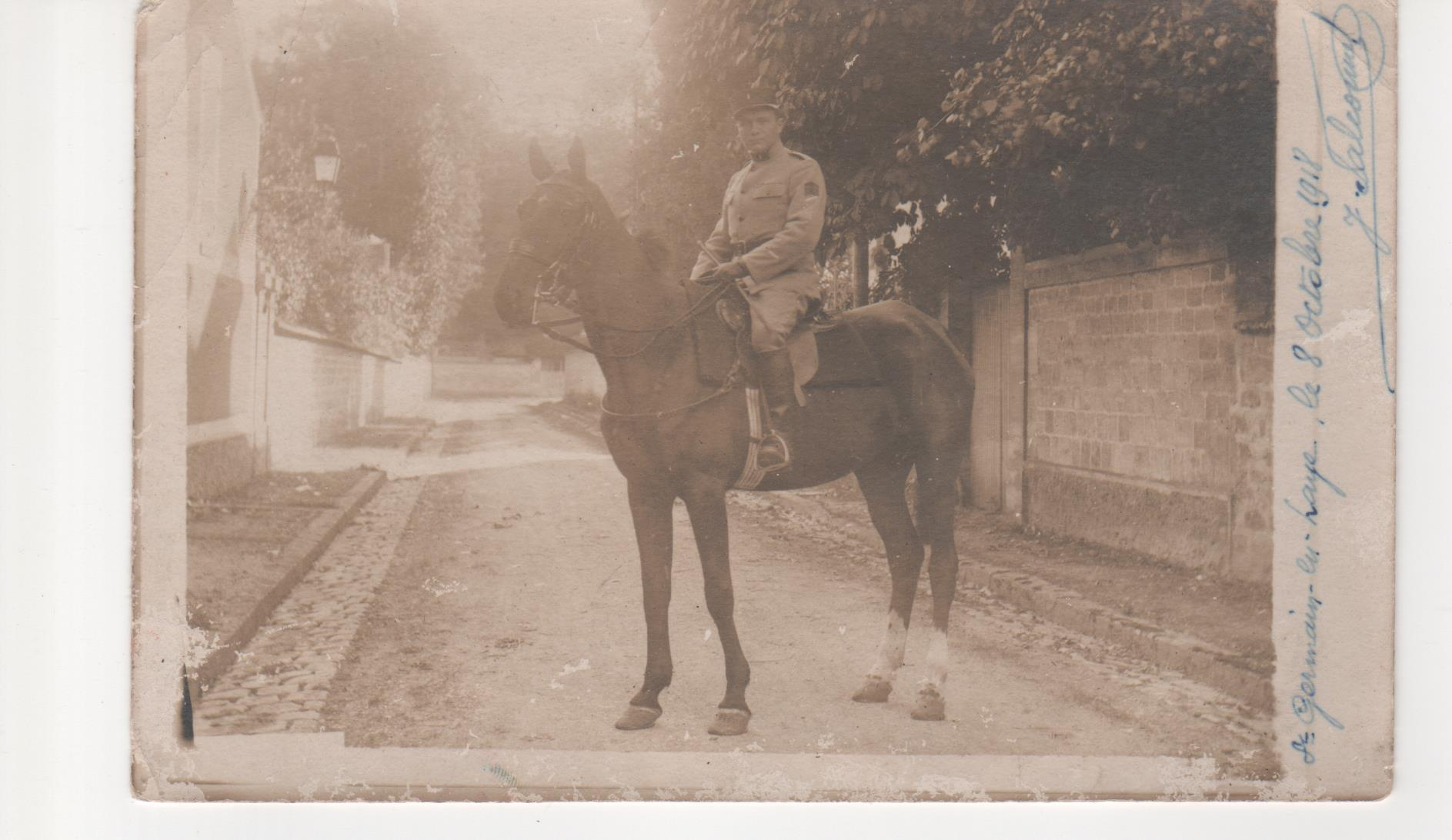
Un cuirassier du régiment à Saint-Germain-en-Laye en octobre 1918.

D'août 1914 à novembre 1918, le 1er régiment de cuirassiers est rattaché à la 2e brigade de cuirassiers qui fait partie de la 1re division de cavalerie
Un "bataillon de cuirassiers à pied" avait été constitué[Quand ?] à l'aide de cavaliers démontés des 1er et 2e cuirassiers.
- 1914 : L'Ourcq

- de 1915 à 1917 : Champagne

- 1918 : Picardie, Aisne, Champagne

### Entre-deux-guerres
Le 1er régiment de cuirassiers est dissous le 1er janvier 1920 dans le cadre des mesures de réorganisation de l'Armée. Ses traditions sont conservées dans les années 1930 par le 1er groupe d'automitrailleuses.

### Seconde Guerre mondiale

#### Bataille de France

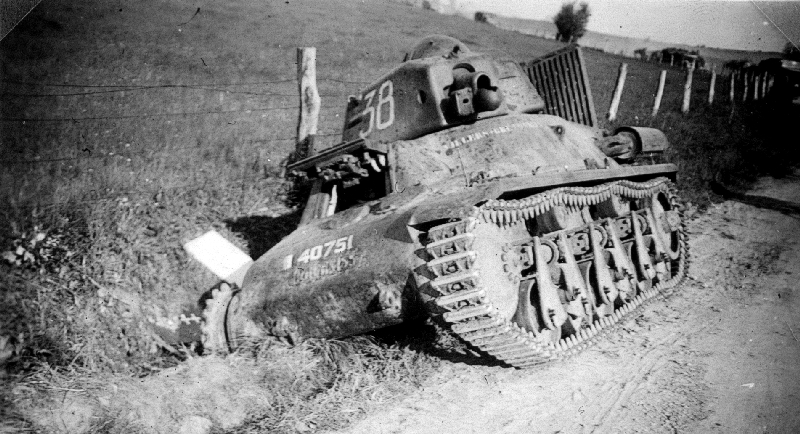
Le Hotchkiss H39 Villers-Cotterets du 4e escadron, détruit en 1940.

Le 1er régiment de cuirassiers est reconstitué le 1er janvier 1940, comme régiment de chars de la 3e division légère mécanique (3e DLM). Équipé de chars Hotchkiss H39 et Somua S35, il combat en Belgique, en particulier à la bataille de Hannut, puis retraite jusqu'à Dunkerque. Reconstitué après son évacuation et fusionné avec le 2e régiment de cuirassiers, il combat pendant le repli français vers le Sud, notamment sur la Loire.
Le régiment est recréé dans la nouvelle armée d'armistice le 31 juillet 1940 mais est dissous dès le 25 août.

#### Libération de la France et campagne d'Allemagne
Le régiment est recréé le 16 septembre 1943. Il est un des régiments de chars Sherman de la 5e division blindée française.
- 1945 : Colmar, Stuttgart, Neckar, Danube, Bregenz

Après être rentré le premier dans Karlsruhe le 4 avril 1945, le 1er régiment de cuirassiers enfonce la résistance allemande à l'est de la Forêt-Noire, emportant de haute lutte d'innombrables localités dont Pforzheim. Il prend l'ennemi de vitesse et l'empêche de se rétablir. Le 21 avril 1945, après de durs combats, il pénètre dans Stuttgart et atteint, le 29, la frontière autrichienne. le 1er mai, le 1er régiment de cuirassiers s'empare de Bregenz, sur le lac de Constance.

### De 1945 à nos jours
Le régiment, toujours rattaché à la 5e DB, fait partie des forces françaises en Allemagne à partir de la fin de la guerre.
En 1956, le régiment abandonne ses chars M47 Patton et est transformé en régiment à pied avant de partir pour la guerre d'Algérie. Il débarque en mars. Installé en avril 1957 dans le massif du Dahra, il a son PC à Cassaigne (aujourd'hui Sidi Ali) et dans sa zone d'opération « la pacification progresse d’une manière tout à fait remarquable » selon un rapport de l'inspection général de l'Arme blindée et cavalerie : les cuirassiers à pied connaissent le terrain, la moitié des douars demandent à former des groupes d'auto-défense contre les rebelles et de nombreuses armes sont récupérées.
En mars 1959, dans le cadre du plan Challe, il quitte son secteur et s'installe à Guillaumet (aujourd'hui Aïn Tarek). Son secteur est élargi en décembre 1960 à celui d'Ammi Moussa, où le PC régimentaire est déplacé. Début 1961, l'Armée de libération nationale n'existe quasiment plus dans la zone où opère le régiment.
Il repart pour l'Allemagne le 12 décembre 1961 et prend garnison à Saint-Wendel dans la Sarre. C'est là qu'il est dissous en 1999.

## Faits d'armes inscris sur l'étendard
Il porte, cousues en lettres d'or dans ses plis, les inscriptions suivantes,:
- Jemmapes 1792
- Austerlitz 1805
- Eylau 1807
- Moskowa 1812
- L'Avre 1918
- La Marne 1918
- Colmar 1945
- Stuttgart 1945
- AFN 1952-1962

## Décorations
Sa cravate est décorée en outre de la croix de guerre 1914-1918 avec une palme et une étoile de vermeil, ainsi que la Croix de guerre 1939-1945 avec trois palmes.

### Citations du régiment
Le 1er de Cuirassiers a reçu au cours de sa longue histoire 3 citations à l'Ordre de l'armée :
- La première le 7 mai 1919 dans ces termes :

« Les unités du 1er régiment de cuirassiers combattant à pied et les sections de mitrailleuses ont fait preuve d'une héroïque ténacité, résistant à l'infiltration allemande au nord et au sud de la Marne du 29 mai au 5 juin 1918, luttant à pied sans regarder au sacrifice pour contenir un ennemi mordant, supérieur en nombre et décidé à percer coûte que coûte »
« Réengagées du 13 au 29 juillet 1918, elles se sont à nouveau signalées par leur entrain et leur abnégation, en particulier devant Montvoisin où la progression ennemie fut définitivement enrayée grâce à la puissance et à la précision de leur feu, à l'intelligente initiative des cadres et à la bravoure de tous les cavaliers. »
- En 1940, la 5e brigade légère mécanique (composée du 1er et du 2e régiment de cuirassiers) reçoit une citations dans ces termes :

« Unité de nouvelle formation, instruite par des chefs éminents : le général de Lafont, le colonel du Vigier (2e R.C.), le lieutenant-colonel de Vernejoul (1er R.C.) qui surent lui communiquer leur esprit du devoir et leur foi. »
« Après une marche à l'ennemi, longue et rapide, mettant déjà à l'épreuve l'énergie des équipages de chars, ces unités sont entrées d'emblée avec un allant magnifique dans la fournaise du combat sous les ordres de ces mêmes chefs qui les avaient instruites, luttant victorieusement contre les unités mécaniques allemandes, arrêtant leurs attaques et les contre-attaquant sans arrêt, permettant ainsi à la D.L.M., du 10 au 13 mai 1940, de remplir sa mission. »
« Employés ensuite, du 14 au 23 mai, soit dans le cadre de grandes unités attaquées par des engins blindés, soit dans le cadre de la D.L.M., ces régiments ont affirmé la même ardeur et le même mépris du danger. »
« La 5e Brigade (1er et 2e Cuirassiers) peut être citée en exemple de ce que peut faire une troupe instruite, disciplinée, ayant l'esprit de camaraderie, de devoir et de sacrifice. »
- La dernière citation date du 18 février 1946, est signée par le général Charles de Gaulle et comporte l'attribution de la croix de guerre avec palme :

« Magnifique Régiment de Chars, au long passé de gloire, qui n'a cessé, sous les ordres du Lieutenant-Colonel du Breuil puis du Lieutenant-Colonel Leridon, de battre l'Allemand partout où il l'a rencontré au cours des opérations de la 5e D.B. »
« Malgré un terrain et des circonstances atmosphériques particulièrement défavorables, après avoir forcé la position de résistance ennemie à l'ouest de Belfort et s'être hardiment emparé d'Héricourt par une manœuvre audacieuse, le 17 novembre, a conquis, les 27 et 28 novembre, Ballersdorf et Dannemarie puissamment défendues par l'ennemi et réalisé à Soppe-le-Bas la jonction avec les forces françaises de Belfort. Engagé sans désemparer dans les régions d'Hachimette, Orbey, dès le 6 décembre, a été au prix de lourdes pertes, un des principaux artisans des opérations qui ont abouti à la prise de Lapoutroie, du Bonhomme, d'Orbey et de la Chapelle[Lequel ?], faisant preuve, contre un ennemi mordant et favorisé par un terrain de montagnes particulièrement propice à la lutte anti-chars, d'un esprit de sacrifice digne des plus belles traditions de la Cavalerie. Du 15 novembre au 20 décembre a fait 2500 prisonniers et capturé ou détruit 30 canons antichars et quantité d'armes automatiques ; a perdu plus de la moitié de ses équipages. »
« Le 27 janvier, débouchant de la région de Riquewihr et du pont de la Maison Rouge sur un terrain rendu difficile, par d'abondantes chutes de neige, s'empare de Wickerschwihr et de Holtzwihr et atteint le canal de Colmar. Le 30 janvier, s'empare de Wihr-en-Plaine et pousse hardiment en direction d'Andolsheim, débordant largement Colmar par l'est. Continuant sa progression le 1er février malgré une forte résistance ennemie, s'empare de Horbourg et d'Andolsdheim. Après un rapide mouvement de nuit, attaque Colmar par le nord ; le 2 février à l'aube, pousse sans désemparer jusqu'au cœur de la ville, qu'il conquiert de haute lutte, puis, le jour-même, s'empare des localités couvrant la ville en direction des Vosges. »
« A pris part ensuite à toute la campagne d'Allemagne, depuis le passage du Rhin jusqu'à la cessation des hostilités. Le 4 avril, est entré un des premiers à Karlsruhe, le 5 s'est emparé de Koenigsbach et a résisté aux plus mordantes contre-attaques ennemies. Du 8 au 17 avril, a enfoncé la résistance allemande à l'est de la Forêt-Noire, emportant de haute lutte d'innombrables localités, dont Pforzheim, Dobel, Schopfloch, Nagold et Horb, gagnant de vitesse l'ennemi et l'empêchant de se rétablir. »
« Le 21 avril, après de durs combats, a pénétré dans Stuttgart et porté ses chars au centre de la ville. Le 29 avril, a atteint le premier la frontière autrichienne et s'est emparé de Bregenz le 1er mai. »
« Régiment de chars ayant donné l'exemple des plus belles qualités militaires, discipliné, ardent, courant au-devant des missions les plus risquées, s'en est acquitté avec un succès et une élégance qui ne se sont jamais démentis. »

### Décorations de soldats servant dans ce régiment

#### Armes d'honneur (distinction révolutionnaire)
- Jean Brucker, maréchal des logis : Carabine d'honneur
- François Chapuy, sapeur : Carabine d'honneur
- Manuel Chardin, maréchal des logis : Sabre d'honneur
- Jean-Baptiste Chevalier, maréchal des logis : Sabre d'honneur
- Antoine Dessaignes, adjudant-sous-officier : Sabre d'honneur
- Guillaume Dogon, Cuirassier : Mousqueton d'honneur
- Philippe Lahtrec, maréchal des logis : Mousqueton d'honneur
- Jean-Nicolas Varocaux, maréchal des logis : Carabine d'honneur

## Insigne du régiment
Synthèse de l'étendard du régiment, il a la forme de l'écu français ancien : D'azur semé de fleurs de lys d'or, à la tour d'argent crénelée de cinq pièces, maçonnée d'argent, ouverte et ajourée du champ (armes des La Tour d'Auvergne, famille du maréchal de Turenne), au chef de sable, à la bordure d'argent. Devise et dates d'argent. Pointes de gueules au chiffre 1 d'argent.
Les dates sont celle, à droite, de 1635, date de l'admission du régiment au service de la France et à gauche de 1940, date de la reformation du régiment à la suite de sa dissolution de 1919 ; ces dates sont situées sous la devise du régiment qui est : « Certum monstrat iter » : « Il montre le droit chemin », devise de Turenne.
Cet insigne, conçu en 1940, est repris en 1943 puis en 1962.

## Traditions du régiment

### Chants

#### Le régiment de fer
- 1er couplet :

Entendez vous la fanfare éclatante
La voix du chef et le pas des coursiers,
D'un régiment c'est la marche imposante,
L'on aperçoit des armures d'acier.
Sous l'uniforme il faut qu'ennui se taise,
Le noble orgueil fait que chacun est fier.
« On se sent vivre et le cœur bat à l'aise,
Trois fois salut au régiment de fer ! » (bis)
- Refrain :

Beau régiment, magnifique cohorte,
Fiers escadrons d'où s'échappe l'éclair
Votre aspect seul m'exalte et me transporte,
Salut beau régiment de fer !!
- 2e couplet :

Le régiment c'est aussi la famille,
Centre d'amis et de cœurs généreux ;
Poste d'honneur où le courage brille,
Comme au beau temps des tournois et des preux.
Chacun connaît le dévouement sublime,
Noble devoir qui toujours nous est cher,
« L'âme est royale et le cœur magnanime,
On est soldat au régiment de fer ! » (bis)
- 3e couplet :

Quand a sonné le clairon des batailles,
Chacun répond à la voix du pays ;
On court peut-être aux nobles funérailles,
Mais c'est la mort sur les champs ennemis.
Il faut alors lorsque le canon tonne,
Voir nos soldats vrais diables de l'enfer,
« Le plomb partout fait son œuvre et moissonne
Mais rien n'arrête un régiment de fer ! » (bis)
- 4e couplet :

Jusqu'à présent sur ma feuille de route,
Dieu ne voulut apposer son visa,
J'étais pourtant à la grande redoute,
J'ai vu les eaux de la Bérésina.
A Waterloo j'ai porté la cuirasse,
Quel jour de sang, quel souvenir amer,
« Comme un torrent, un ouragan qui passe,
J'ai vu charger un régiment de fer ! » (bis)
- 5e couplet :

Ainsi parlait un vieillard intrépide,
Quand près de lui un régiment passa ;
Du vieux soldat l'œil gris était humide,
Ses vingt-cinq ans il se les rappela.
Son cœur ému tressaillit d'espérance,
Quand l'étendard passa superbe et fier ;
« Je te salue, beau drapeau de la France,
Trois fois salut, beau régiment de fer ! » (bis)

## Personnalités ayant servi au sein du régiment
- Charles-Marie-Augustin, comte de Goyon (1803-1870), général de division, lieutenant au 1er Cuirs (1825), capitaine au même régiment (4 juillet 1830).
- Paul Rivet (1876-1958), médecin et ethnologue[21],
- Joseph Laniel (1889-1975), ancien président du Conseil[22],
- Georges Babet, dont le nom de plume est Louis Champeaux (1890-1917), est inscrit au Panthéon dans la liste des 560 écrivains morts pour la France.
- Jean-Marie Souberbielle (1899-1942), Compagnon de la Libération,
- François Meyer (1933-2022), général de brigade[23],
- Fabrice Defferrard (1966-), écrivain et universitaire français (contingent 87/06)[réf. nécessaire].
- Joey Starr (1967-), chanteur de hip hop.
- Jean-Marc Mormeck (1972-), champion du monde de boxe (contingent 93/02)[réf. nécessaire]